# Grand Prix automobile des États-Unis 1960
GP précédent GP suivant
Le Grand Prix des États-Unis 1960 (IIIrd United States Grand Prix), disputé sur le circuit de Riverside le 20 novembre 1960, est la quatre-vingt-quatorzième épreuve du championnat du monde de Formule 1 courue depuis 1950 et la dixième et dernière manche du championnat 1960.

## Contexte avant la course

### Le championnat du monde

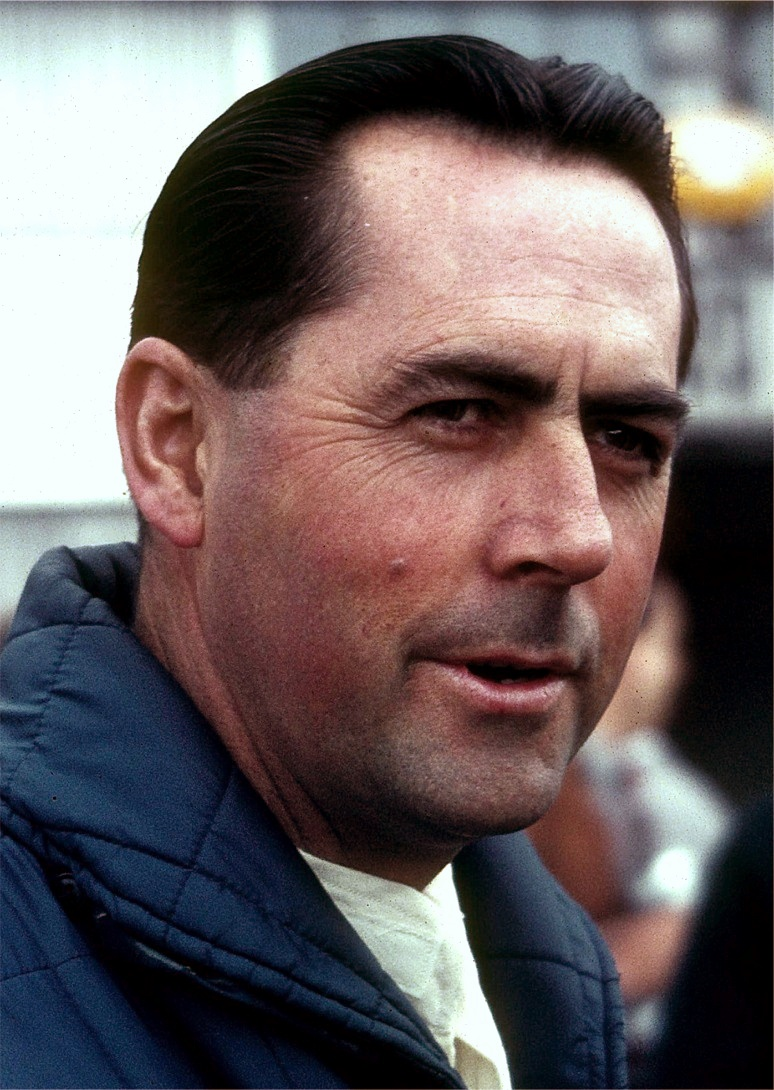
Jack Brabham a largement dominé la saison 1960.

La dernière saison disputée sous la réglementation à moteur 2500 cm3 atmosphérique ou 750 cm3 suralimenté se termine sous un climat tendu, les constructeurs britanniques étant opposés à ce que la nouvelle formule 1 soit basée sur l'actuelle formule 2 (moteur 1500 cm3 atmosphérique ou 500 cm3 suralimenté), poids à vide supérieur à 450 kg, cette notion de masse minimale censée améliorer la sécurité passive étant l'un des principaux sujets de discorde car pouvant favoriser la Scuderia Ferrari aux monoplaces jusqu'alors plus lourdes que leurs concurrentes.
Au moment d'aborder le dernier Grand Prix de l'année, l'issue du championnat est déjà jouée : ayant remporté cinq victoires consécutives, Jack Brabham s'est octroyé un second titre mondial, et son employeur Cooper, fort de six victoires, une deuxième coupe des constructeurs avec ses petites monoplaces à moteur central arrière. Les Ferrari à moteur avant, techniquement obsolètes, ont été régulièrement dominées et Enzo Ferrari a renoncé à participer à l'épreuve américaine afin de mieux préparer la saison prochaine avec sa nouvelle arme à moteur central arrière.

### Le circuit
Le choix de Sebring pour la première édition du Grand Prix des États-Unis s'étant révélé peu attractif pour le public, l'organisateur Alec Ulmann a cette année opté pour Riverside, piste plus adaptée aux courses de vitesse que l'ancien aérodrome de Floride. D'autre part, le climat de Californie semble plus à même d'attirer les spectateurs pour un événement organisé en novembre. Situé dans la banlieue de Los Angeles, ce circuit inauguré en 1957 est surtout utilisé pour des courses d'endurance et de stock-car. Long de plus de cinq kilomètres, il comprend neuf virages, dont certains très difficiles, et autorise des moyennes de l'ordre de 150 km/h.

## Monoplaces en lice
- Cooper T53 & T51 "Usine"

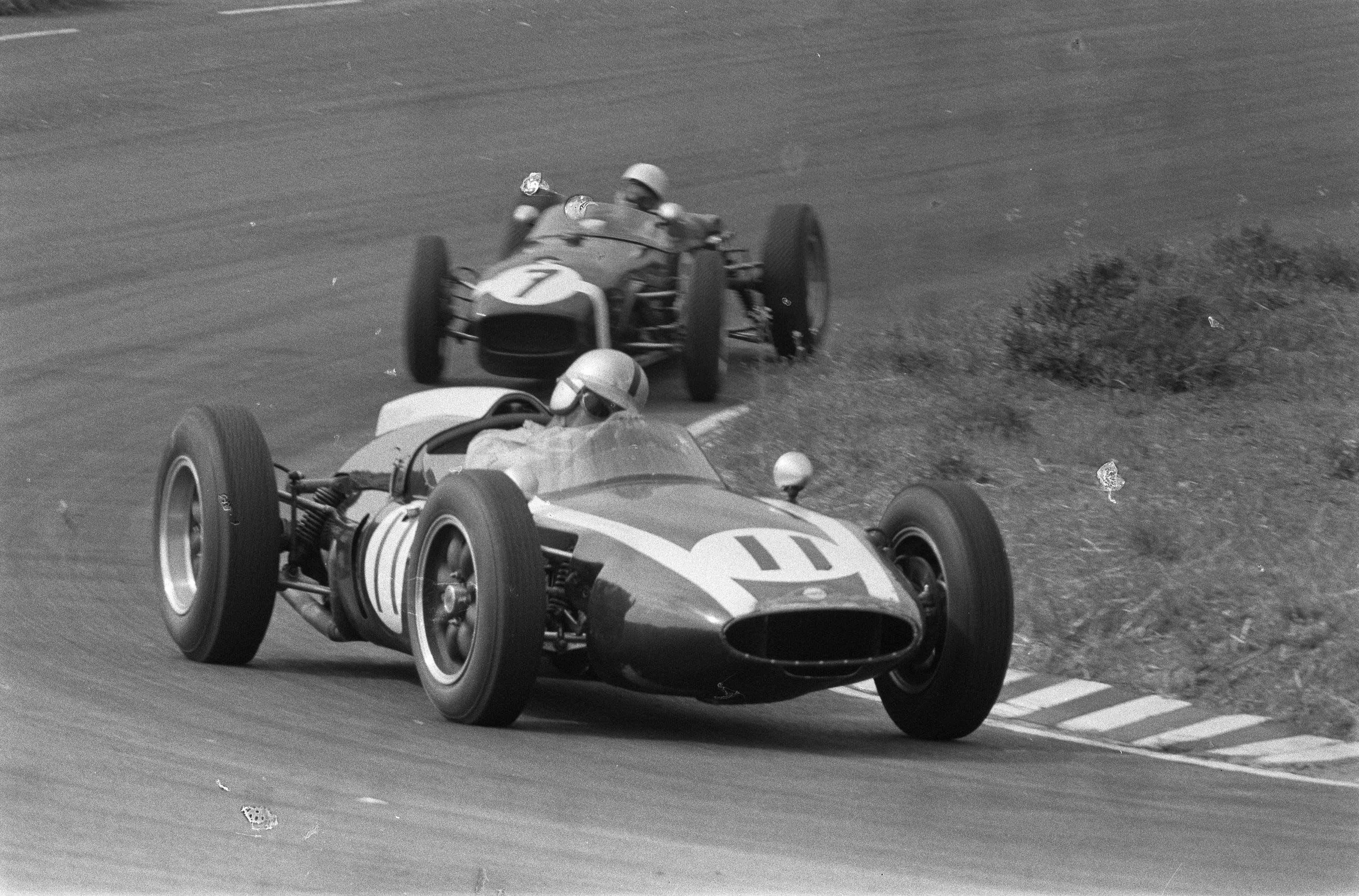
La Cooper T53 de Jack Brabham devant la Lotus 18 de Stirling Moss à Zandvoort, le début d'une longue série de victoires pour Brabham.

Évolution de la T51 championne du monde en 1959, la T53 a été conçue en quelques semaines et fait ses débuts au printemps dernier à l'occasion de l'International Trophy aux mains de Jack Brabham. La voiture s'était montrée d'emblée très compétitive, le pilote australien s’étant classé second à quelques encablures de la Lotus d'Innes Ireland lors de cette course hors-championnat. Malchanceux à Monaco, Brabham avait ensuite enchaîné les victoires pour s'assurer un nouveau titre avant le terme de la saison. Mue par un moteur quatre cylindres Coventry Climax FPF à double arbre à cames en tête développant 243 chevaux à 6800 tr/min, la T53 est nettement moins puissante que les Ferrari ou les BRM mais grâce à son poids n'excédant pas 460 kg, sa maniabilité, son aérodynamisme et sa grande facilité de conduite elle s'avère très efficace sur tout type de circuit. Elle bénéficie d'une boîte de vitesses à cinq rapports et d'une suspension à combinés ressorts hélicoïdaux et amortisseurs télescopiques, alors que sa devancière disposait d'une boîte ne comportant que quatre rapports et d'une suspension arrière avec lame transversale. Jack Brabham et Bruce McLaren pilotent leurs T53 habituelles ; ils sont épaulés par Ron Flockhart, au volant d'une T51 de la saison passée.
- Cooper T51 privées

L'équipe Yeoman Credit, dirigée par Alfred Moss, a engagé quatre T51 à moteur Climax FPF. Aux trois habituels pilotes de l'écurie Tony Brooks, Olivier Gendebien et Henry Taylor est venu s'ajouter Phil Hill, le pilote américain pouvant ainsi participer à son Grand Prix national malgré le forfait de la Scuderia Ferrari. Le Britannique Roy Salvadori dispose quant à lui de la T51 à moteur Climax de High Efficiency Motors. Contrairement aux équipes britanniques, la Scuderia Centro Sud fait appel à des moteurs de Maserati 250S (quatre cylindres, 240 chevaux) pour ses châssis T51, couplés à des boîte de vitesses à cinq rapports. La structure italienne a préparé trois monoplaces de ce type pour Maurice Trintignant, Ian Burgess et Wolfgang von Trips. Une T51 a été également engagée par Fred Armbruster : équipée d'un moteur de Ferrari 625, elle est aux mains de Pete Lovely.
- BRM P48 "Usine"

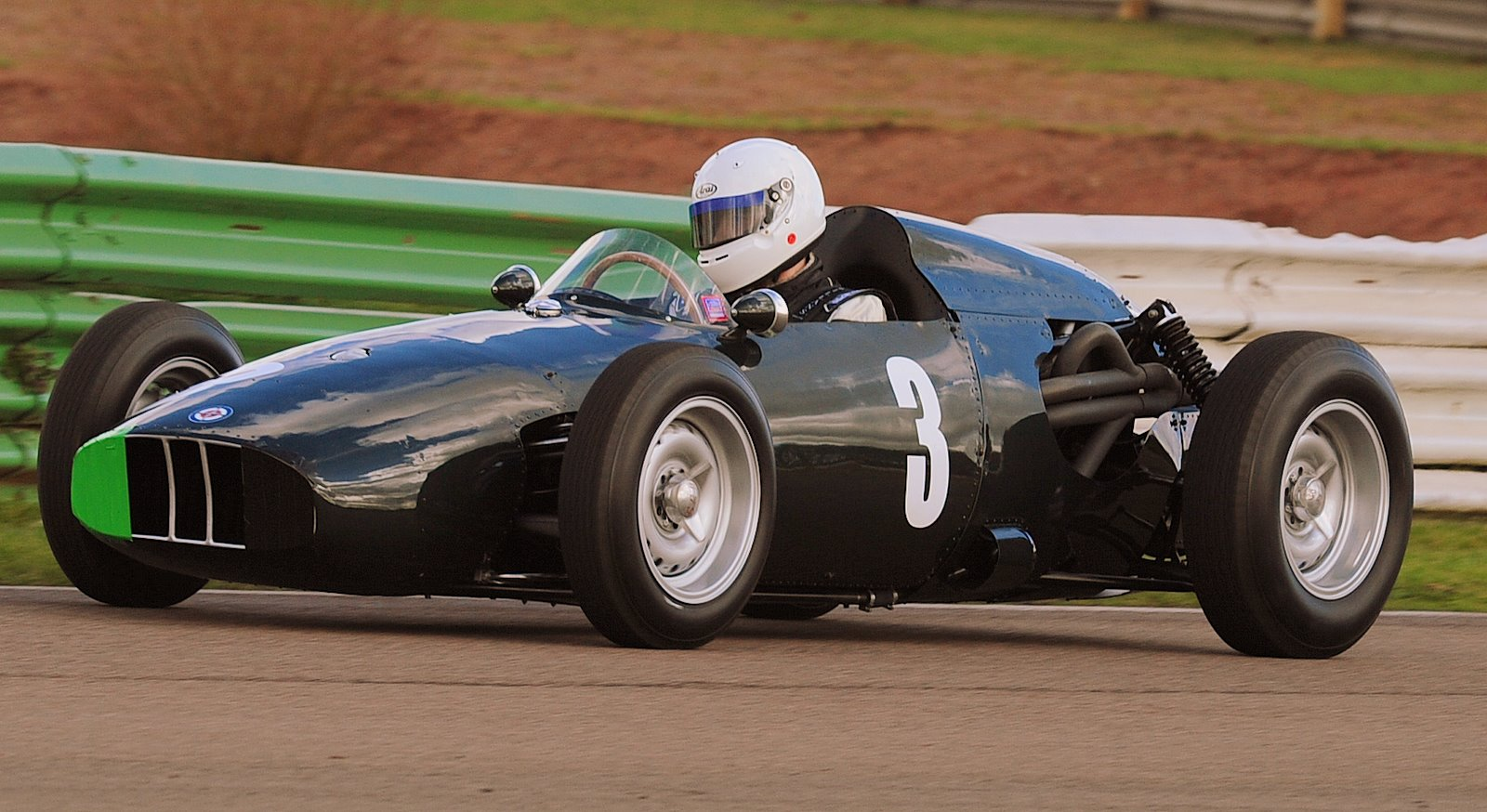
Une fiabilité désastreuse a privé la BRM P48 (vue ici lors d'une course historique) de tout résultat probant.

Le constructeur de Bourne n'a pas obtenu de résultat tangible cette saison, faute à la fragilité chronique de la BRM P48, première monoplace à moteur central arrière de la marque. Souvent aux avant-postes, les P48 ont très rarement franchi la ligne d'arrivée. Ces voitures de 550 kg sont munies d'un moteur quatre cylindres de 280 chevaux et se caractérisent par leur dispositif de freinage, assuré par deux disques à l'avant mais un seul à l'arrière, agissant sur l'arbre de transmission. Joakim Bonnier, Dan Gurney et Graham Hill disposent de leurs montures habituelles pour cette course.
- Lotus 18 "Usine"

La première monoplace à moteur central arrière de Colin Chapman a été conçue pour être utilisée en formule Junior, formule 2 et formule 1. Extrêmement compacte, elle ne mesure que 67 centimètres de haut, exigeant une position de conduite très allongée. Dans sa version F1, équipée du moteur Climax FPF de 243 chevaux, la Lotus 18 ne pèse que 440 kg. Si son agilité et son rapport poids/puissance extrêmement favorable la rendent redoutable sur les circuits sinueux, son mauvais profilage la handicape sur les tracés rapides ; elle s'avère en outre assez délicate à piloter, en particulier sous la pluie. Trois voitures ont été engagées par l'usine, pour Innes Ireland, Jim Clark et John Surtees.
- Lotus 18 privées

Rob Walker a engagé une 18 à moteur Climax pour son pilote fétiche Stirling Moss. Grâce au professionnalisme du chef mécanicien Alf Francis, cette voiture bénéficie d'un niveau de préparation au moins équivalent à celui des monoplaces officielles de la marque. C'est d'ailleurs cette équipe qui a permis à Lotus d'engranger une victoire en championnat du monde, Moss s'étant brillamment imposé au dernier Grand Prix de Monaco. Deux autres Lotus privées sont également engagées à Riverside : la 18 de Jim Hall et celle de l’écurie Momo Corporation pour Walt Hansgen. Ce dernier a cependant dû déclarer forfait, sa monoplace d'Hansgen n'étant pas prête le week-end de la course.
- Scarab "Usine"

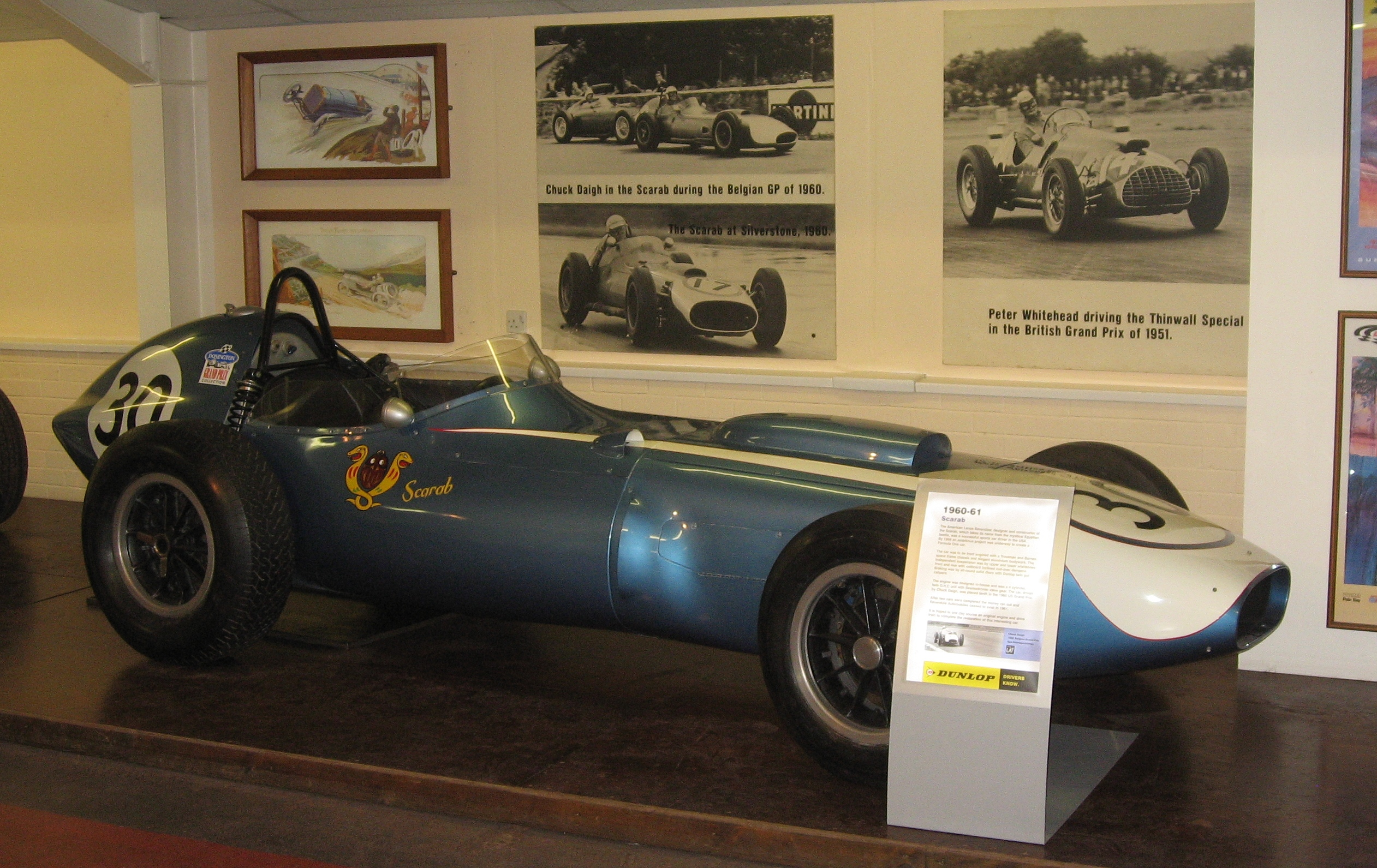
La Scarab F1, première formule 1 américaine.

Le projet de formule 1 du milliardaire américain Lance Reventlow s'est soldé par un retentissant échec, la très classique Scarab F1 souffrant d'un manque de puissance et d'un poids trop élevé (235 chevaux pour près de 600 kg dans sa première version). Après avoir renoncé en cours de saison, Reventlow a néanmoins tenu à engager une de ses voitures pour son épreuve nationale. Grâce à quelques modifications apportées au châssis, le poids a été réduit à 560 kg. Chuck Daigh aura la lourde tâche de piloter la Scarab sur le difficile tracé de Riverside.
- JBW Typ1

Le pilote-constructeur Brian Naylor pilote sa JBW Typ1, dont le châssis est inspiré de celui de la Cooper T45. La JBW est équipée d'un moteur de Maserati 250S de 240 chevaux.
- Maserati 250F

Bob Drake s'aligne sur la Maserati 250F (moteur six cylindres en ligne, 270 chevaux) de Joe Lubin, qui a racheté la monoplace utilisée par Juan Manuel Fangio en 1957.

## Coureurs inscrits
| no | Pilote              | Écurie                    | Constructeur | Modèle        | Moteur             | Pneumatiques |
| -- | ------------------- | ------------------------- | ------------ | ------------- | ------------------ | ------------ |
| 2  | Jack Brabham        | Cooper Car Company        | Cooper       | Cooper T53    | Coventry Climax L4 | D            |
| 3  | Bruce McLaren       | Cooper Car Company        | Cooper       | Cooper T53    | Coventry Climax L4 | D            |
| 4  | Ron Flockhart       | Cooper Car Company        | Cooper       | Cooper T51    | Coventry Climax L4 | D            |
| 5  | Stirling Moss       | Rob Walker Racing Team    | Lotus        | Lotus 18      | Coventry Climax L4 | D            |
| 6  | Tony Brooks         | Yeoman Credit Bank        | Cooper       | Cooper T51    | Coventry Climax L4 | D            |
| 7  | Olivier Gendebien   | Yeoman Credit Bank        | Cooper       | Cooper T51    | Coventry Climax L4 | D            |
| 8  | Henry Taylor        | Yeoman Credit Bank        | Cooper       | Cooper T51    | Coventry Climax L4 | D            |
| 9  | Phil Hill           | Yeoman Credit Bank        | Cooper       | Cooper T51    | Coventry Climax L4 | D            |
| 10 | Innes Ireland       | Team Lotus                | Lotus        | Lotus 18      | Coventry Climax L4 | D            |
| 11 | John Surtees        | Team Lotus                | Lotus        | Lotus 18      | Coventry Climax L4 | D            |
| 12 | Jim Clark           | Team Lotus                | Lotus        | Lotus 18      | Coventry Climax L4 | D            |
| 14 | Roy Salvadori       | High Efficiency Motors    | Cooper       | Cooper T51    | Coventry Climax L4 | D            |
| 15 | Joakim Bonnier      | Owen Racing Organisation  | BRM          | BRM P48       | BRM L4             | D            |
| 16 | Dan Gurney          | Owen Racing Organisation  | BRM          | BRM P48       | BRM L4             | D            |
| 17 | Graham Hill         | Owen Racing Organisation  | BRM          | BRM P48       | BRM L4             | D            |
| 18 | Maurice Trintignant | Scuderia Centro Sud       | Cooper       | Cooper T51    | Maserati L4        | D            |
| 19 | Ian Burgess         | Scuderia Centro Sud       | Cooper       | Cooper T51    | Maserati L4        | D            |
| 20 | Bob Drake           | Joe Lubin                 | Maserati     | Maserati 250F | Maserati L6        | D            |
| 21 | Brian Naylor        | JB Naylor                 | JBW          | JBW Typ1      | Maserati L4        | D            |
| 22 | Walt Hansgen        | Momo Corporation          | Lotus        | Lotus 18      | Coventry Climax L4 | D            |
| 23 | Chuck Daigh         | Reventlow Automobiles Inc | Scarab       | Scarab F1     | Scarab L4          | D            |
| 24 | Jim Hall            | Privé                     | Lotus        | Lotus 18      | Coventry Climax L4 | D            |
| 25 | Pete Lovely         | Fred Armbruster           | Cooper       | Cooper T51    | Ferrari L4         | D            |
| 26 | Wolfgang von Trips  | Scuderia Centro Sud       | Cooper       | Cooper T51    | Maserati L4        | D            |

## Qualifications
Les séances qualificatives ont lieu le jeudi, le vendredi et le samedi précédant la course. Il y a beaucoup de vent lors de la première journée d'essais, projetant du sable sur la piste, le circuit étant situé non loin du désert. Dans ces conditions, aucun performance significative n'est accomplie. La situation est nettement meilleure le vendredi, et Stirling Moss se montre le plus rapide, exploitant au mieux l'agilité de sa Lotus 18, couvrant un tour à près de 166 km/h de moyenne. Il devance de six dixièmes de seconde la Cooper de Jack Brabham. Le samedi, il vente de nouveau et personne n'est en mesure d'approcher les moyennes réalisées la veille. Moss partira donc en pole position au côté du champion du monde, la BRM de Dan Gurney complétant la première ligne de la grille de départ.

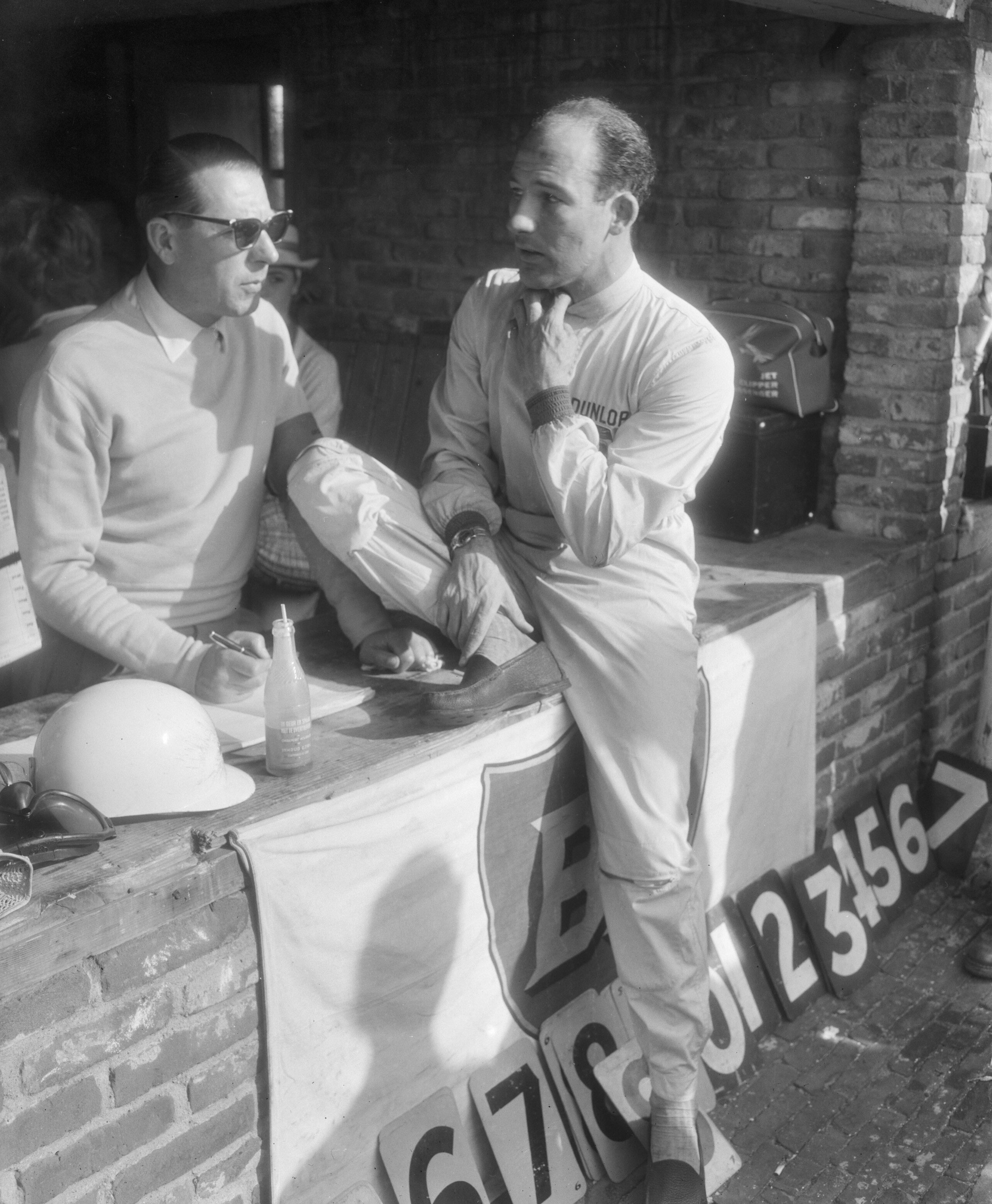
Stirling Moss (à droite sur la photo, au côté de son patron Rob Walker), le plus rapide des qualifications.

| Pos. | Pilote              | Écurie          | Temps        | Écart    |
| ---- | ------------------- | --------------- | ------------ | -------- |
| 1    | Stirling Moss       | Lotus-Climax    | 1 min 54 s 4 |          |
| 2    | Jack Brabham        | Cooper-Climax   | 1 min 55 s 0 | + 0 s 6  |
| 3    | Dan Gurney          | BRM             | 1 min 55 s 2 | + 0 s 8  |
| 4    | Joakim Bonnier      | BRM             | 1 min 55 s 6 | + 1 s 2  |
| 5    | Jim Clark           | Lotus-Climax    | 1 min 55 s 6 | + 1 s 2  |
| 6    | John Surtees        | Lotus-Climax    | 1 min 56 s 6 | + 2 s 2  |
| 7    | Innes Ireland       | Lotus-Climax    | 1 min 57 s 0 | + 2 s 6  |
| 8    | Olivier Gendebien   | Cooper-Climax   | 1 min 57 s 2 | + 2 s 8  |
| 9    | Tony Brooks         | Cooper-Climax   | 1 min 57 s 2 | + 2 s 8  |
| 10   | Bruce McLaren       | Cooper-Climax   | 1 min 57 s 4 | + 3 s 0  |
| 11   | Graham Hill         | BRM             | 1 min 57 s 6 | + 3 s 2  |
| 12   | Jim Hall            | Lotus-Climax    | 1 min 58 s 2 | + 3 s 8  |
| 13   | Phil Hill           | Cooper-Climax   | 1 min 58 s 8 | + 4 s 4  |
| 14   | Henry Taylor        | Cooper-Climax   | 1 min 59 s 0 | + 4 s 6  |
| 15   | Roy Salvadori       | Cooper-Climax   | 1 min 59 s 6 | + 5 s 2  |
| 16   | Wolfgang von Trips  | Cooper-Maserati | 2 min 01 s 4 | + 7 s 0  |
| 17   | Brian Naylor        | JBW-Maserati    | 2 min 02 s 2 | + 7 s 8  |
| 18   | Chuck Daigh         | Scarab          | 2 min 02 s 6 | + 8 s 2  |
| 19   | Maurice Trintignant | Cooper-Maserati | 2 min 03 s 2 | + 8 s 8  |
| 20   | Pete Lovely         | Cooper-Ferrari  | 2 min 03 s 4 | + 9 s 0  |
| 21   | Ron Flockhart       | Cooper-Climax   | 2 min 04 s 4 | + 10 s 0 |
| 22   | Bob Drake           | Maserati        | 2 min 05 s 4 | + 11 s 0 |
| 23   | Ian Burgess         | Cooper-Maserati | 2 min 06 s 6 | + 12 s 2 |

## Grille de départ du Grand Prix
| 1re ligne | Pos. 1                        |                                 | Pos. 2                      |                               | Pos. 3                        |
|           | Moss Lotus 1 min 54 s 4       |                                 | Brabham Cooper 1 min 55 s 0 |                               | Gurney BRM 1 min 55 s 2       |
| 2e ligne  |                               | Pos. 4                          |                             | Pos. 5                        |                               |
|           |                               | Bonnier BRM 1 min 55 s 6        |                             | Clark Lotus 1 min 55 s 6      |                               |
| 3e ligne  | Pos. 6                        |                                 | Pos. 7                      |                               | Pos. 8                        |
|           | Surtees Lotus 1 min 56 s 6    |                                 | Ireland Lotus 1 min 57 s 0  |                               | Gendebien Cooper 1 min 57 s 2 |
| 4e ligne  |                               | Pos. 9                          |                             | Pos. 10                       |                               |
|           |                               | Brooks Cooper 1 min 57 s 2      |                             | McLaren Cooper 1 min 57 s 4   |                               |
| 5e ligne  | Pos. 11                       |                                 | Pos. 12                     |                               | Pos. 13                       |
|           | G. Hill BRM 1 min 57 s 6      |                                 | Hall Lotus 1 min 58 s 2     |                               | P. Hill Cooper 1 min 58 s 8   |
| 6e ligne  |                               | Pos. 14                         |                             | Pos. 15                       |                               |
|           |                               | Taylor Cooper 1 min 59 s 0      |                             | Salvadori Cooper 1 min 59 s 6 |                               |
| 7e ligne  | Pos. 16                       |                                 | Pos. 17                     |                               | Pos. 18                       |
|           | Trips Cooper 2 min 01 s 4     |                                 | Naylor JBW 2 min 02 s 2     |                               | Daigh Scarab 2 min 02 s 6     |
| 8e ligne  |                               | Pos. 19                         |                             | Pos. 20                       |                               |
|           |                               | Trintignant Cooper 2 min 03 s 2 |                             | Lovely Cooper 2 min 03 s 4    |                               |
| 9e ligne  | Pos. 21                       |                                 | Pos. 22                     |                               | Pos. 23                       |
|           | Flockhart Cooper 2 min 04 s 4 |                                 | Drake Maserati 2 min 05 s 4 |                               | Burgess Cooper 2 min 06 s 6   |

## Déroulement de la course
Le départ de la course est donné à quatorze heures, sous un chaud soleil. Les organisateurs espéraient cent mille spectateurs le dimanche de la course, mais malgré le beau temps, seules vingt-mille personnes sont présentes au moment du départ, donné à quatorze heures. Jack Brabham est le plus vite en action, la Cooper du champion du monde négociant le premier virage en tête devant la BRM de Dan Gurney, la Lotus de Stirling Moss et la BRM de Joakim Bonnier. Brabham est toujours en tête lorsque les monoplaces repassent devant les stands, talonné par Moss qui vient de dépasser Gurney. Le reste du peloton est emmené par Innes Ireland (Lotus), au coude-à-coude avec Bonnier. Alors que les trois premiers se détachent de leurs poursuivants, Bonnier repasse devant Ireland au cours du troisième tour. Au suivant, John Surtees, alors sixième juste devant son coéquipier Jim Clark, amorce un tête-à-queue à la sortie d'une courbe ; Clark ne peut l'éviter et les deux Lotus s'accrochent. Surtees abandonne sur place, tandis que Clark parvient à regagner son stand. Il en repart attardé, ayant perdu toute chance de bien figurer.
Alors qu'il se maintenait facilement devant ses adversaires, Brabham s'arrête à son stand à la fin du cinquième tour, sa voiture ayant soudainement pris feu : du carburant s'échappant d'un tuyau mal vissé s'est enflammé au contact d'un tuyau d’échappement. L'incendie est rapidement maîtrisé et le pilote australien repart en huitième position. C'est désormais Moss qui mène la course, devant Gurney et Bonnier en lutte pour la seconde place. Ireland, quatrième, roule isolé, quelques secondes devant les Cooper de Tony Brooks et Bruce McLaren, qui roulent de concert. Peu après, Brooks sort de la route et abandonne, cédant la cinquième place à McLaren. Brabham est alors septième, en passe de rattraper la BRM de Graham Hill, lorsqu'au neuvième tour sa voiture s'enflamme de nouveau, le forçant à un second arrêt au stand. Le temps de'éteindre l'incendie et de fixer définitivement le problème, le champion du monde a chuté à la dix-huitième place, avec deux tours de retard. Bonnier, qui a dépassé Gurney au huitième tour, ne parvient cependant pas à revenir sur Moss, qui a maintenant cinq secondes d'avance. Le pilote suédois se maintient quelque temps à la seconde place, avant de se faire redoubler par son coéquipier. La Lotus de tête reste toutefois la plus rapide et, en dehors de la remontée de Brabham dont la monoplace tourne enfin sans problème, les positions se figent. Sans pouvoir inquiéter Moss, Gurney a réussi à prendre du champ sur Bonnier lorsque, à la fin du dix-huitième tour, le moteur de sa BRM commence à surchauffer : un bouchon d'expansion a éclaté, la fuite d'eau est irréparable ; c'est un nouvel abandon pour le pilote américain après un brillant début de course. Bonnier retrouve la seconde place, à douze secondes de la Lotus de tête. Ireland accuse quant à lui un retard d'une vingtaine de secondes mais sa troisième place n'est pas menacée, McLaren et Graham Hill étant beaucoup plus loin.
Sans plus forcer, Moss continue à accentuer son avance ; à l'approche de la mi-course, alors que Graham Hill rentre lentement à son stand et renonce, boîte de vitesses cassée, plus de vingt secondes séparent les deux voitures de tête. Brabham, maintenant le plus rapide en piste, a déjà dépassé dix voitures et occupe la huitième place, derrière la Scarab de Chuck Daigh. Seule la spectaculaire remontée du champion australien anime la course, le haut du classement n'évoluant plus. Jusqu'aux trois quarts de la distance, aucune évolution ne se fait, l'intérêt de l'épreuve reposant toujours sur Brabham, qui a repris un tour à tous ses adversaires et est en passe de rejoindre la Cooper de Phil Hill, sixième. Bonnier, qui se maintenait à vingt-cinq secondes de Moss, commence alors à ralentir, son moteur perdant de la puissance. Il est bientôt rattrapé par Ireland, qui au soixantième tour le dépossède de sa seconde place tandis que Brabham, après avoir passé Phil Hill, revient très vite sur la Lotus de Jim Hall, cinquième. Alors que Moss, malgré une baisse de pression d'huile dans les derniers kilomètres, s'achemine vers une victoire certaine, Bonnier ralentit de plus en plus et se fait doubler par McLaren, puis par Brabham et Hall. Après avoir battu à plusieurs reprises le record du tour, Brabham termine sur les talons de McLaren, qui préserve de justesse sa troisième place à l'arrivée. Moss remporte sa première victoire depuis son grave accident de juin, ayant en quelques mois recouvré tous ses moyens. Malgré les courses manquées durant sa convalescence, il se classe troisième du championnat derrière Brabham et McLaren. Alors qu'il occupait une belle cinquième place pour sa première participation en Grand Prix, Hall a la malchance de tomber en panne de transmission dans son dernier tour ; il parvient à passer la ligne d'arrivée en poussant sa Lotus, mais rétrograde en septième position.

### Classements intermédiaires
Classements intermédiaires des monoplaces aux premier, troisième, cinquième, dixième, quinzième, vingtième, vingt-cinquième, trente-cinquième, quarante-cinquième, soixantième et soixante-dixième tours.

### Classement de la course

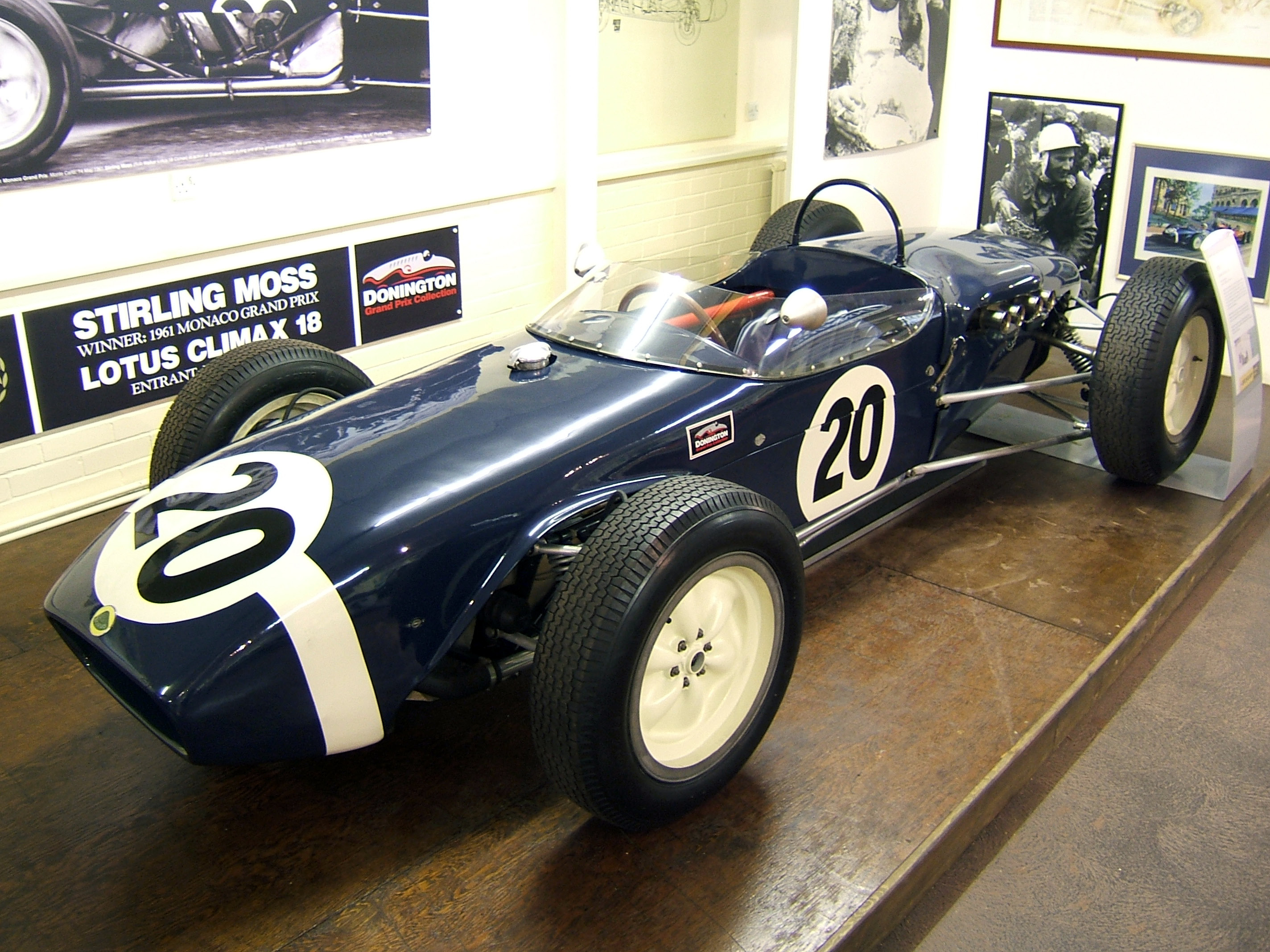
Seconde victoire de la saison pour Stirling Moss sur la Lotus 18 de Rob Walker.

| Pos  | No | Pilote              | Écurie          | Tours | Temps/Abandon     | Grille | Points |
| ---- | -- | ------------------- | --------------- | ----- | ----------------- | ------ | ------ |
| 1    | 5  | Stirling Moss       | Lotus-Climax    | 75    | 2 h 28 min 52 s 2 | 1      | 8      |
| 2    | 10 | Innes Ireland       | Lotus-Climax    | 75    | + 38 s 0          | 7      | 6      |
| 3    | 3  | Bruce McLaren       | Cooper-Climax   | 75    | + 52 s 0          | 10     | 4      |
| 4    | 2  | Jack Brabham        | Cooper-Climax   | 74    | + 1 tour          | 2      | 3      |
| 5    | 15 | Joakim Bonnier      | BRM             | 74    | + 1 tour          | 4      | 2      |
| 6    | 9  | Phil Hill           | Cooper-Climax   | 74    | + 1 tour          | 13     | 1      |
| 7    | 24 | Jim Hall            | Lotus-Climax    | 73    | + 1 tour          | 12     |        |
| 8    | 14 | Roy Salvadori       | Cooper-Climax   | 73    | + 2 tours         | 15     |        |
| 9    | 26 | Wolfgang von Trips  | Cooper-Maserati | 72    | + 3 tours         | 16     |        |
| 10   | 23 | Chuck Daigh         | Scarab          | 70    | + 5 tours         | 18     |        |
| 11   | 25 | Pete Lovely         | Cooper-Ferrari  | 69    | + 6 tours         | 20     |        |
| 12   | 7  | Olivier Gendebien   | Cooper-Climax   | 69    | + 6 tours         | 8      |        |
| 13   | 20 | Bob Drake           | Maserati        | 68    | + 7 tours         | 22     |        |
| 14   | 8  | Henry Taylor        | Cooper-Climax   | 68    | + 7 tours         | 14     |        |
| 15   | 18 | Maurice Trintignant | Cooper-Maserati | 66    | + 9 tours         | 19     |        |
| 16   | 12 | Jim Clark           | Lotus-Climax    | 61    | + 14 tours        | 5      |        |
| Abd. | 17 | Graham Hill         | BRM             | 34    | Boîte de vitesses | 11     |        |
| Abd. | 19 | Ian Burgess         | Cooper-Maserati | 29    | Allumage          | 23     |        |
| Abd. | 21 | Brian Naylor        | Cooper-Maserati | 20    | Moteur            | 17     |        |
| Abd. | 16 | Dan Gurney          | BRM             | 18    | Surchauffe moteur | 3      |        |
| Abd. | 4  | Ron Flockhart       | Cooper-Climax   | 11    | Transmission      | 21     |        |
| Abd. | 6  | Tony Brooks         | Cooper-Climax   | 6     | Sortie de piste   | 9      |        |
| Abd. | 11 | John Surtees        | Lotus-Climax    | 3     | Accident          | 6      |        |

Légende :
- Abd.=Abandon

### Pole position et record du tour
- Pole position :  Stirling Moss en 1 min 54 s 4 (vitesse moyenne : 165,871 km/h). Temps réalisé lors de la séance d'essais du vendredi 18 novembre[11].
- Meilleur tour en course :  Jack Brabham en 1 min 56 s 3 au soixante-et-onzième tour (vitesse moyenne : 163,161 km/h).

### Tours en tête
- Jack Brabham : 4 tours (1-4)
- Stirling Moss : 71 tours (5-75)

## Classement final du championnat
- Attribution des points : 8, 6, 4, 3, 2, 1 respectivement aux six premiers de chaque épreuve.
- Pour la coupe des constructeurs, même barème mais seule la voiture la mieux classée de chaque équipe inscrit des points. Les 500 miles d'Indianapolis ne sont pas pris en compte pour cette coupe, la course n'étant pas ouverte aux monoplaces de formule 1.
- Seuls les six meilleurs résultats sont comptabilisés. Bruce McLaren doit donc décompter les trois points acquis en Grande-Bretagne. Chez les constructeurs, Cooper-Climax doit décompter les six points acquis à Monaco et les quatre acquis aux États-Unis, Lotus-Climax doit décompter le point acquis en Argentine et les deux acquis en France et Ferrari doit décompter le point acquis en Grande-Bretagne.
- Le règlement permet aux pilotes de se relayer sur une même voiture, les points éventuellement acquis étant alors perdus pour pilotes et constructeur[11].

| Pos. | Pilote             | Écurie            | Points  | ARG | MON | 500 | NL | BEL | FRA | GBR | POR | ITA | USA |
| ---- | ------------------ | ----------------- | ------- | --- | --- | --- | -- | --- | --- | --- | --- | --- | --- |
| 1    | Jack Brabham       | Cooper            | 43      | -   | -   | -   | 8  | 8   | 8   | 8   | 8   | -   | 3   |
| 2    | Bruce McLaren      | Cooper            | 34 (37) | 8   | 6   | -   | -  | 6   | 4   | (3) | 6   | -   | 4   |
| 3    | Stirling Moss      | Lotus             | 19      | -   | 8   | -   | 3  | -   | -   | -   | -   | -   | 8   |
| 4    | Innes Ireland      | Lotus             | 18      | 1   | -   | -   | 6  | -   | -   | 4   | 1   | -   | 6   |
| 5    | Phil Hill          | Ferrari & Cooper¹ | 16      | -   | 4   | -   | -  | 3   | -   | -   | -   | 8   | 1¹  |
| 6    | Olivier Gendebien  | Cooper            | 10      | -   | -   | -   | -  | 4   | 6   | -   | -   | -   | -   |
|      | Wolfgang von Trips | Ferrari           | 10      | 2   | -   | -   | 2  | -   | -   | 1   | 3   | 2   | -   |
| 8    | Jim Rathmann       | Watson            | 8       | -   | -   | 8   | -  | -   | -   | -   | -   | -   | -   |
|      | Richie Ginther     | Ferrari           | 8       | -   | 1   | -   | 1  | -   | -   | -   | -   | 6   | -   |
|      | Jim Clark          | Lotus             | 8       | -   | -   | -   | -  | 2   | 2   | -   | 4   | -   | -   |
| 11   | Tony Brooks        | Cooper            | 7       | -   | 3   | -   | -  | -   | -   | 2   | 2   | -   | -   |
| 12   | Cliff Allison      | Ferrari           | 6       | 6   | -   | -   | -  | -   | -   | -   | -   | -   | -   |
|      | Rodger Ward        | Watson            | 6       | -   | -   | 6   | -  | -   | -   | -   | -   | -   | -   |
|      | John Surtees       | Lotus             | 6       | -   | -   | -   | -  | -   | -   | 6   | -   | -   | -   |
| 15   | Paul Goldsmith     | Epperly           | 4       | -   | -   | 4   | -  | -   | -   | -   | -   | -   | -   |
|      | Graham Hill        | BRM               | 4       | -   | -   | -   | 4  | -   | -   | -   | -   | -   | -   |
|      | Willy Mairesse     | Ferrari           | 4       | -   | -   | -   | -  | -   | -   | -   | -   | 4   | -   |
|      | Joakim Bonnier     | BRM               | 4       | -   | 2   | -   | -  | -   | -   | -   | -   | -   | 2   |
| 19   | Carlos Menditéguy  | Cooper            | 3       | 3   | -   | -   | -  | -   | -   | -   | -   | -   | -   |
|      | Don Branson        | Phillips          | 3       | -   | -   | 3   | -  | -   | -   | -   | -   | -   | -   |
|      | Henry Taylor       | Cooper            | 3       | -   | -   | -   | -  | -   | 3   | -   | -   | -   | -   |
|      | Giulio Cabianca    | Cooper            | 3       | -   | -   | -   | -  | -   | -   | -   | -   | 3   | -   |
| 23   | Johnny Thomson     | Lesovsky          | 2       | -   | -   | 2   | -  | -   | -   | -   | -   | -   | -   |
| 24   | Eddie Johnson      | Trevis            | 1       | -   | -   | 1   | -  | -   | -   | -   | -   | -   | -   |
|      | Lucien Bianchi     | Cooper            | 1       | -   | -   | -   | -  | 1   | -   | -   | -   | -   | -   |
|      | Ron Flockhart      | Lotus             | 1       | -   | -   | -   | -  | -   | 1   | -   | -   | -   | -   |
|      | Hans Herrmann      | Porsche           | 1       | -   | -   | -   | -  | -   | -   | -   | -   | 1   | -   |

| Pos. | Écurie          | Points  | ARG | MON | 500 | NL | BEL | FRA | GBR | POR | ITA | USA |
| ---- | --------------- | ------- | --- | --- | --- | -- | --- | --- | --- | --- | --- | --- |
| 1    | Cooper-Climax   | 48 (54) | 8   | (6) | -   | 8  | 8   | 8   | 8   | 8   | -   | (4) |
| 2    | Lotus-Climax    | 32 (35) | (1) | 8   | -   | 6  | 2   | (2) | 6   | 4   | -   | 6   |
| 3    | Ferrari         | 26 (27) | 6   | 4   | -   | 2  | 3   | -   | (1) | 3   | 8   | -   |
| 4    | BRM             | 8       | -   | 2   | -   | 4  | -   | -   | -   | -   | -   | 2   |
| 5    | Cooper-Maserati | 3       | 3   | -   | -   | -  | -   | -   | -   | -   | -   | -   |
|      | Cooper-Ferrari  | 3       | -   | -   | -   | -  | -   | -   | -   | -   | 3   | -   |
| 7    | Porsche         | 1       | 1   | -   | -   | -  | -   | -   | -   | -   | 1   | -   |

## À noter
- 14e victoire en championnat du monde pour Stirling Moss.
- 2e victoire en championnat du monde pour Lotus en tant que constructeur.
- 15e victoire en championnat du monde pour Climax en tant que motoriste.
- Dernier Grand Prix de championnat du monde pour l'écurie Scarab.